# Чу Муєнь
Джу Му-єн (кит.: 朱木炎 Zhū Mù-yán, 14 березня 1982) — тайванський тхеквондист, олімпійський чемпіон.

## Виступи на Олімпіадах
| Олімпіада  | Дисципліна | Місце |
| ---------- | ---------- | ----- |
| Афіни 2004 | до 58 кг   | 1     |
| Пекін 2008 | до 58 кг   | =3    |